# Anne Dorthe Ysland
Anne Dorthe Ysland, née le 9 avril 2002 à Melhus, est une coureuse cycliste norvégienne, spécialisée à la fois dans le cyclisme sur route et en cyclo-cross. 

## Biographie
Anne Dorthe Ysland commence le cyclisme vers l'âge de 8 ans, et court sous les couleurs du club de Melhus, le Gauldal Sykleklubb, durant ses jeunes années.
Après avoir remporté les deux titres nationaux junior, sur le contre-la-montre et la course en ligne, en 2020, elle signe un premier contrat professionnel avec l'équipe Coop-Hitec Products pour la saison suivante. 
Après une saison avec le Team Coop, elle rejoint l'équipe World Tour Uno-X Pro Cycling Team, avec laquelle elle participe au premier Tour de France Femmes. Ses meilleurs résultats sont une huitième place d'étape sur le  Women's Tour et une sixième place à Binche–Chimay–Binche.
En 2023, elle ne participe qu'à trois courses en février en raison d'une colite ulcéreuse persistance, avant d'enchainer avec une saison blanche en 2024. Après avoir envisager de mettre un terme à sa carrière, elle revient à la compétition en 2025 sur le Trofeo Marratxi-Felanitx où elle termine 73e. Elle explique souffrir de problèmes intestinaux, qui l'ont tenue à l'écart de la route.

## Palmarès sur route

### Par années
- 2020
  -  Championne de Norvège sur route juniors
  -  Championne de Norvège de contre-la-montre juniors

### Résultats sur les grands tours

#### Tour de France
1 participation :
- 2022 : 91e

### Classements mondiaux
| Année                                 | 2021 | 2022 | 2023 |
| ------------------------------------- | ---- | ---- | ---- |
| Classement UCI                        | 326e | 375e | 839e |
| UCI World Tour                        | 152e | 227e | 242e |
|                                       |      |      |      |
| Légende : nc = non classéSource : UCI |      |      |      |

## Palmarès en cyclo-cross
- 2022-2023
  - 2e du championnat de Norvège

## Distinction
- Talent cycliste norvégien de l'année (2019)[4]